# Anthrobia acuminata
Anthrobia acuminata is een spinnensoort in de taxonomische indeling van de hangmatspinnen (Linyphiidae).
Het dier behoort tot het geslacht Anthrobia. De wetenschappelijke naam van de soort werd voor het eerst geldig gepubliceerd in 1913 door James Henry Emerton.